# شجرة التركمانية

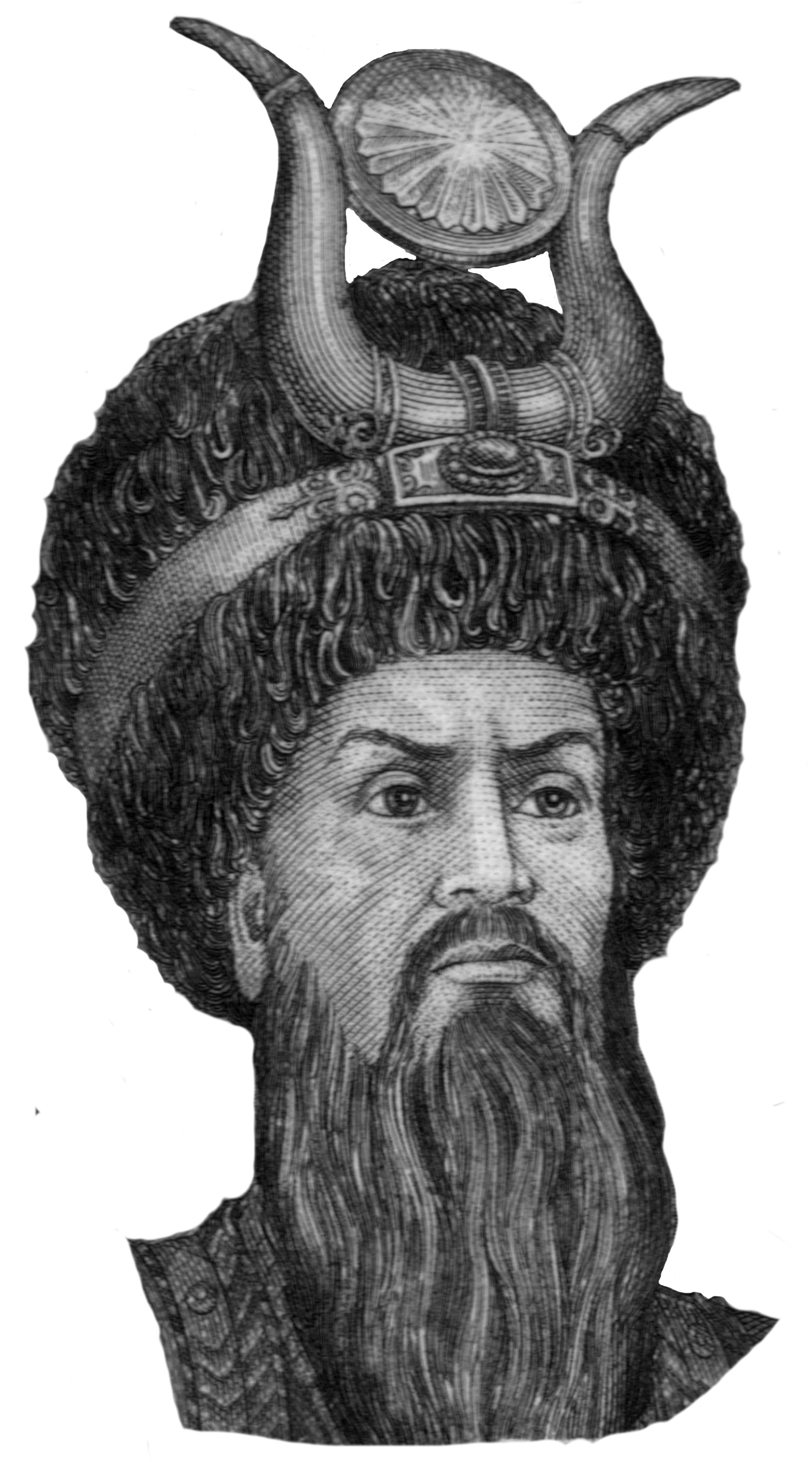
أوغوز خان

شجرة تراقية أو شجرة التركمانية (بالجغتائية: شجرهٔ تراکمه؛ ويعني: "شجرة أنساب التركمانية") هو عمل تاريخي مكتوب باللغة الجغتائية أكمله خان خيوة والمؤرخ أبو الغازي بهادر في عام 1659 م.
شجرة تراقية هو أحد العملين اللذين ألفهما أبو الغازي بهادر واللذين لهما أهمية كبيرة في تعلم تاريخ آسيا الوسطى، والآخر هو شجرة الترك (أنساب الأتراك)، الذي أكمله ابنه أبو المظفر أنوشا محمد بهادر، في عام 1665. يصف كتاب شجرة التركمانية تاريخ التركمان منذ العصور القديمة، وميلاد وحياة الجد القديم لجميع التركمان والبطل السلف لجميع الشعوب التركية - أوغوز خان، وحملاته لغزو مختلف البلدان والمناطق في أوراسيا، وكذلك حكم خانات أوغوز التركمان في العصور الوسطى. كما أن كتاب شجرة التراقية عمل أدبي مهم، لأنه يصف العديد من الأساطير الشعبية التركمانية، والحكايات، وأصول الأسماء العرقية، والأمثال والأقوال.
وبحسب أبو الغازي فإن كتاب أنساب التركمان قد كُتب "بناء على طلب الملالي والشيوخ والعلماء التركمان"، الذين اعتقدوا أن الأوغزنامات السابقة كانت مليئة "بالأخطاء والاختلافات"، وأنه من الضروري إعطاء رواية رسمية لأسطورة أصل التركمان.

## طالع أيضًا
- الأتراك الأوغوز
- الشعوب التركية
- التركمان
- ديدي كوركوت
- خانية خيوة

## قراءة إضافية
- EG Ambros، PA Andrews، Ç. باليم، ل. بازين، ج. كلير، ب. ب. جولدن، أ. جوكالب، ب. فليمنج، ج. هازاي، أ. ت. كارا مصطفى، س. كلاينميشل، ب. زيم، إي. جيه. زورشر؛ مقالة الأتراك، موسوعة الإسلام، الطبعة الرقمية، التاريخ القبلي للأتراك في آسيا الوسطى.
- محمود الكشغري؛ " ديوان لغة الترك ".
- Golden، Peter؛ Bosworth، C. Edmund (2002). "ḠOZZ". Encyclopaedia Iranica, Vol. XI, Fasc. 2. ص. 184–187. مؤرشف من الأصل في 2025-05-03.
- Golden، Peter B. (2020). "Oghuz". في Fleet، Kate؛ Krämer، Gudrun؛ Matringe، Denis؛ Nawas، John؛ Rowson، Everett (المحررون). Encyclopaedia of Islam, THREE. Brill Online. ISSN:1873-9830. {{استشهاد بموسوعة}}: الوسيط |ref=harv غير صالح (مساعدة)